# Yale Tarn
Der Yale Tarn ist ein Gebirgstümpel im ostantarktischen Viktorialand. Er liegt 1,3 km nordöstlich des Mount Falconer im Tarn Valley. Er gehört neben dem Harvard Tarn, dem Princeton Tarn und dem Penn Tarn zu den vier Seen dieses Tals.
Teilnehmer einer von 1965 bis 1966 durchgeführten Kampagne der neuseeländischen Victoria University’s Antarctic Expeditions benannten ihn nach der Yale University.